# Здание профтехучилища 55 Главленинградстроя
Здание профтехучилища 55 Главленинградстроя (Колледж туризма) — здание в стиле советского модернизма. Расположено в Выборгском районе Санкт-Петербурга, современный адрес дома — проспект Луначарского, 66 к1.
До постановления ЦК КПСС и Совета Министров от 23 июня 1972 года «О дальнейшем совершенствовании системы профессионально-технического образования», включая п. 17 «принять меры по улучшению строительства учебных заведений профтехобразования», ПТУ в Ленинграде строились по московскому типовому проекту — три блока с переходами вне зависимости от подготавливаемых специальностей.
Здание построено в 1970—1975 годах, архитекторы В. Маслов, В. Орлов, Л. Фешина, инженер Н. Алехнович. Проект краснокирпичного здания был согласован заместителем главного архитектора города без обсуждения на градостроительном совете ГлавАПУ, в рабочем порядке. Основной объём здания протяжённый, с врезанными и по-разному, но с чётким ритмом выступающими кубами. Кубы соответствуют помещениям, в них сделаны большие окна для освещения классов и мастерских. Через большое круглое окно на главном фасаде освещена библиотека.
Проект, изначально по существу экспериментальный, был несколько раз повторён в Ленинграде, в том числе дважды на Софийской улице (Софийская улица, 19 корпус 1 и 21 корпус 1, проспект Сизова, 17).